# Вајтланд (Индијана)
Вајтланд (енгл. Whiteland) град је у америчкој савезној држави Индијана.

## Демографија
По попису из 2010. године број становника је 4.169, што је 211 (5,3%) становника више него 2000. године.
| Група             | 2000.         | 2010.         |
| Белци             | 3.883 (98,1%) | 3.994 (95,8%) |
| Афроамериканци    | 2 (0,1%)      | 16 (0,4%)     |
| Азијати           | 14 (0,4%)     | 28 (0,7%)     |
| Хиспаноамериканци | 43 (1,1%)     | 76 (1,8%)     |
| Укупно            | 3.958         | 4.169         |